# Hagikaze
El Hagikaze (萩風?) fue un destructor de la Clase Kagerō. Sirvió en la Armada Imperial Japonesa durante la Segunda Guerra Mundial. 

## Historia
Durante la batalla de Midway, el 4 y 5 de junio de 1942, rescató junto al Maikaze a los supervivientes del portaaviones Kaga. Posteriormente torpedeó y hundió junto a otros destructores al portaaviones Akagi, previamente abandonado por su tripulación tras ser dañado más allá de cualquier reparación, con lo que se evitó su captura por los estadounidenses.
El 19 de agosto del mismo año resultó gravemente dañado por un ataque aéreo cerca de Guadalcanal. Una bomba lanzada desde un bombardero pesado B-17 le alcanzó en la torreta de popa, destruyéndola e inundando su santabárbara. También resultaron dañados el timón y los ejes de las hélices, quedando reducida su velocidad a tan sólo seis nudos. Hubo 33 muertos y 13 heridos a bordo como resultado de este ataque. El Hagikaze fue escoltado por su gemelo Arashi hasta Truk, donde el 24 de agosto se iniciaron reparaciones de emergencia.
Como escolta del portahidros Nisshin, fue testigo de su hundimiento en un ataque aéreo el 22 de julio de 1943, rescatando posteriormente a sus supervivientes. El fin del Hagikaze llegó durante la nocturna batalla del Golfo de Vella, el 7 de agosto del mismo año, cuando una flotilla de seis destructores estadounidenses emboscó empleando el radar, lanzando 44 torpedos y posteriormente un nutrido fuego artillero contra cuatro destructores japoneses que realizaban un transporte de tropas del Tokyo Express. El Hagikaze fue hundido junto al Arashi y el Kawakaze. El cuarto destructor japonés, el Shigure, fue también alcanzado por un torpedo en su timón, pero no estalló, atravesándolo de parte a parte.